# Llista de peixos de l'Oceà Antàrtic

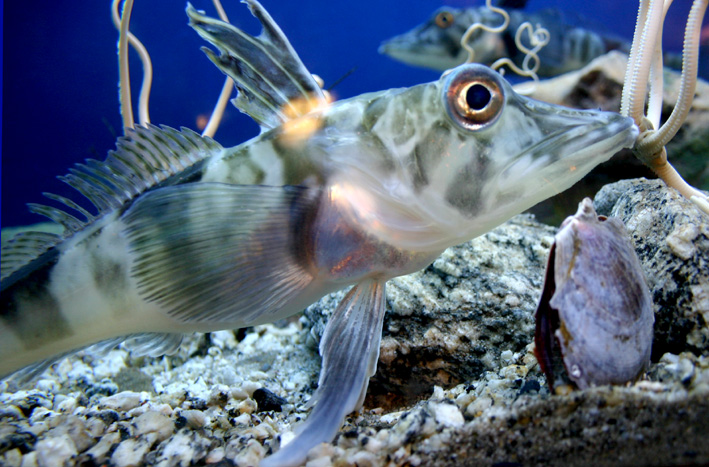
Chionodraco hamatus

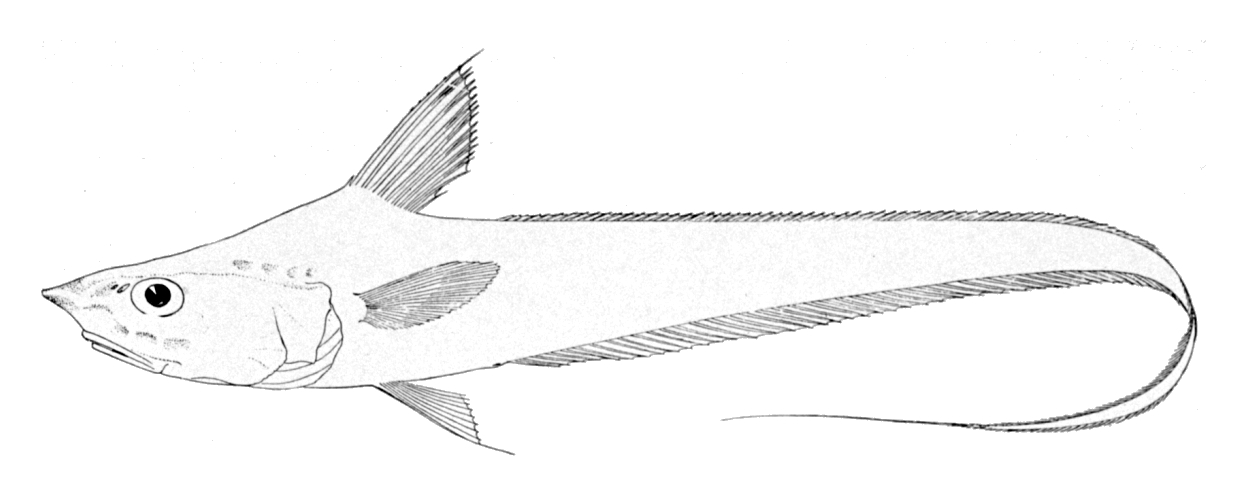
Coryphaenoides filicauda

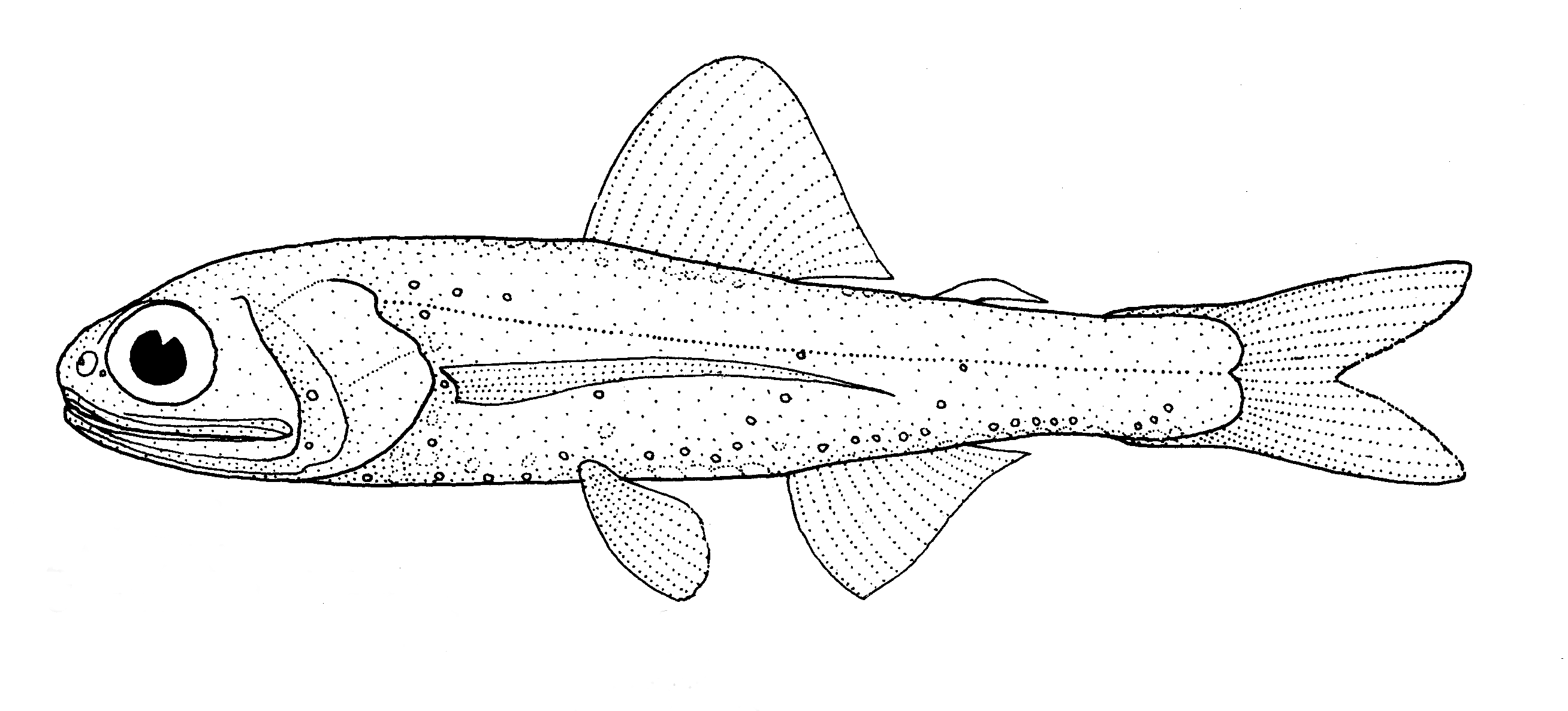
Ceratoscopelus warmingii

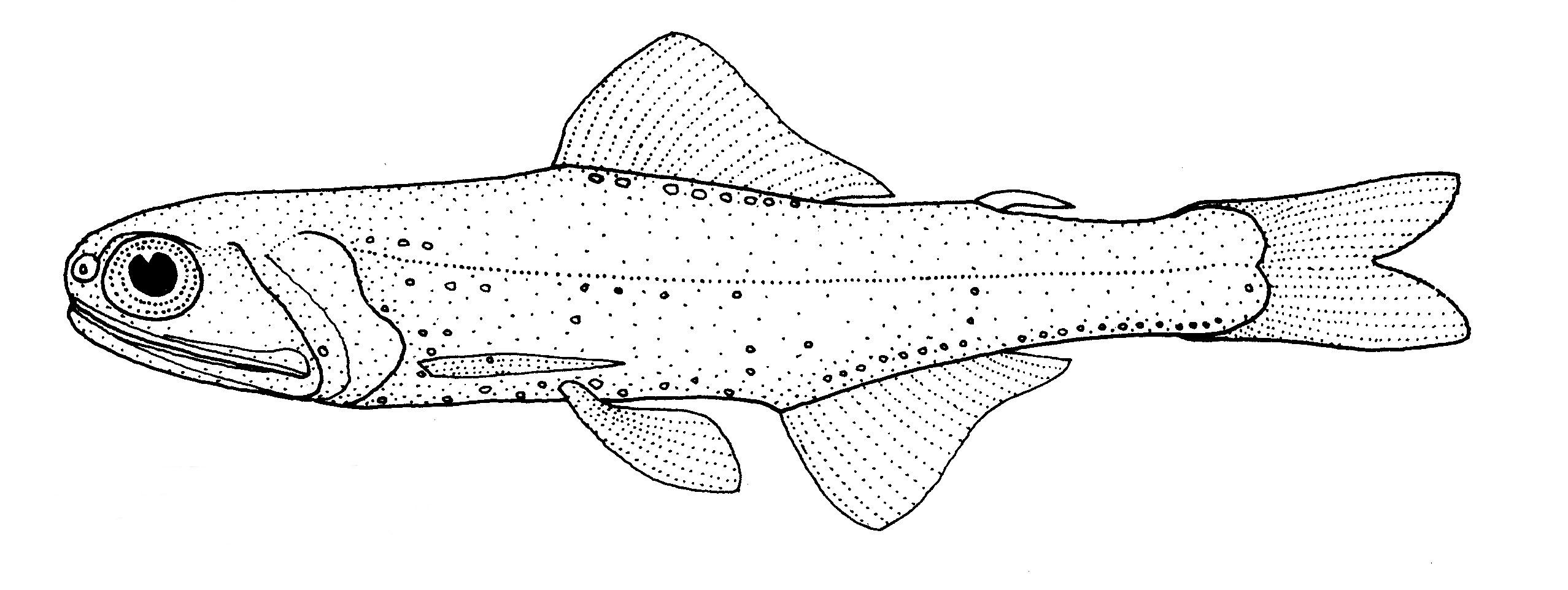
Gymnoscopelus piabilis

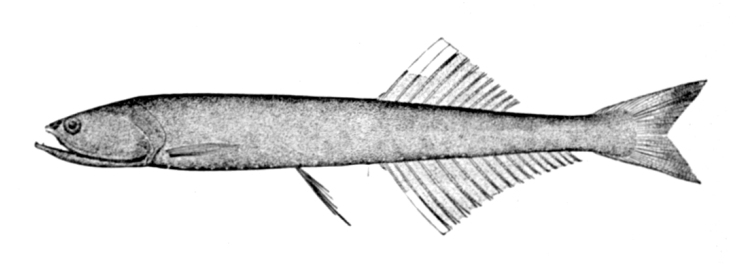
Cyclothone microdon

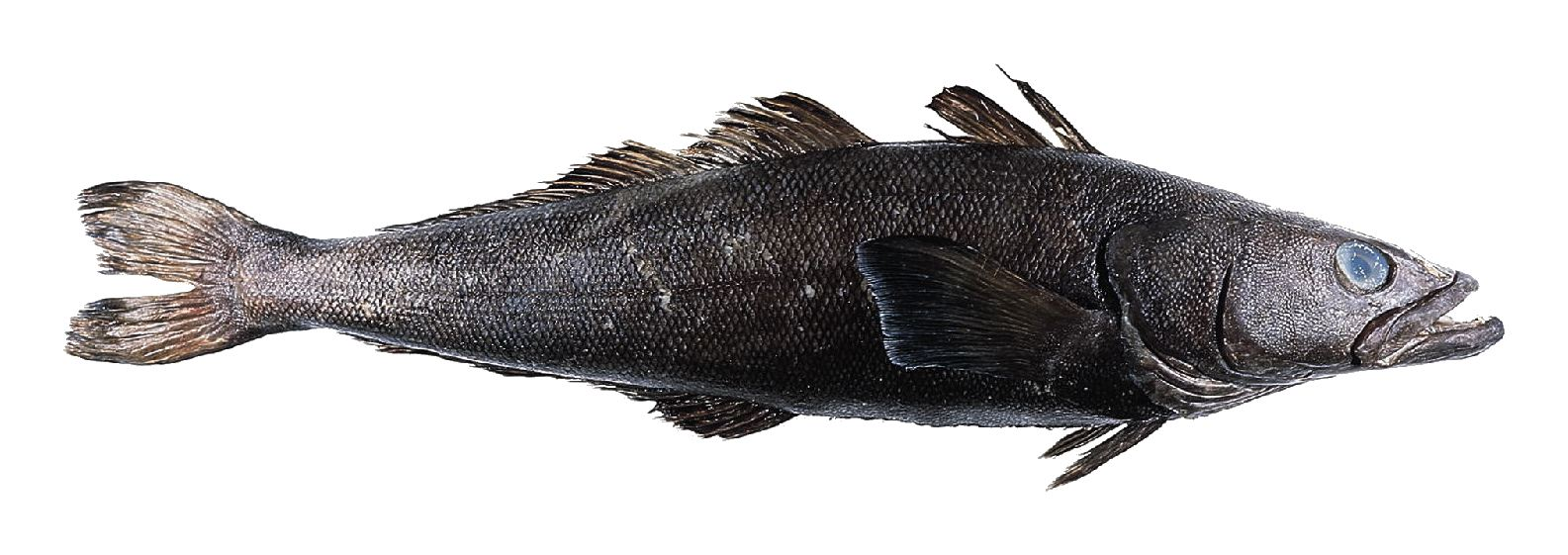
Dissostichus eleginoides

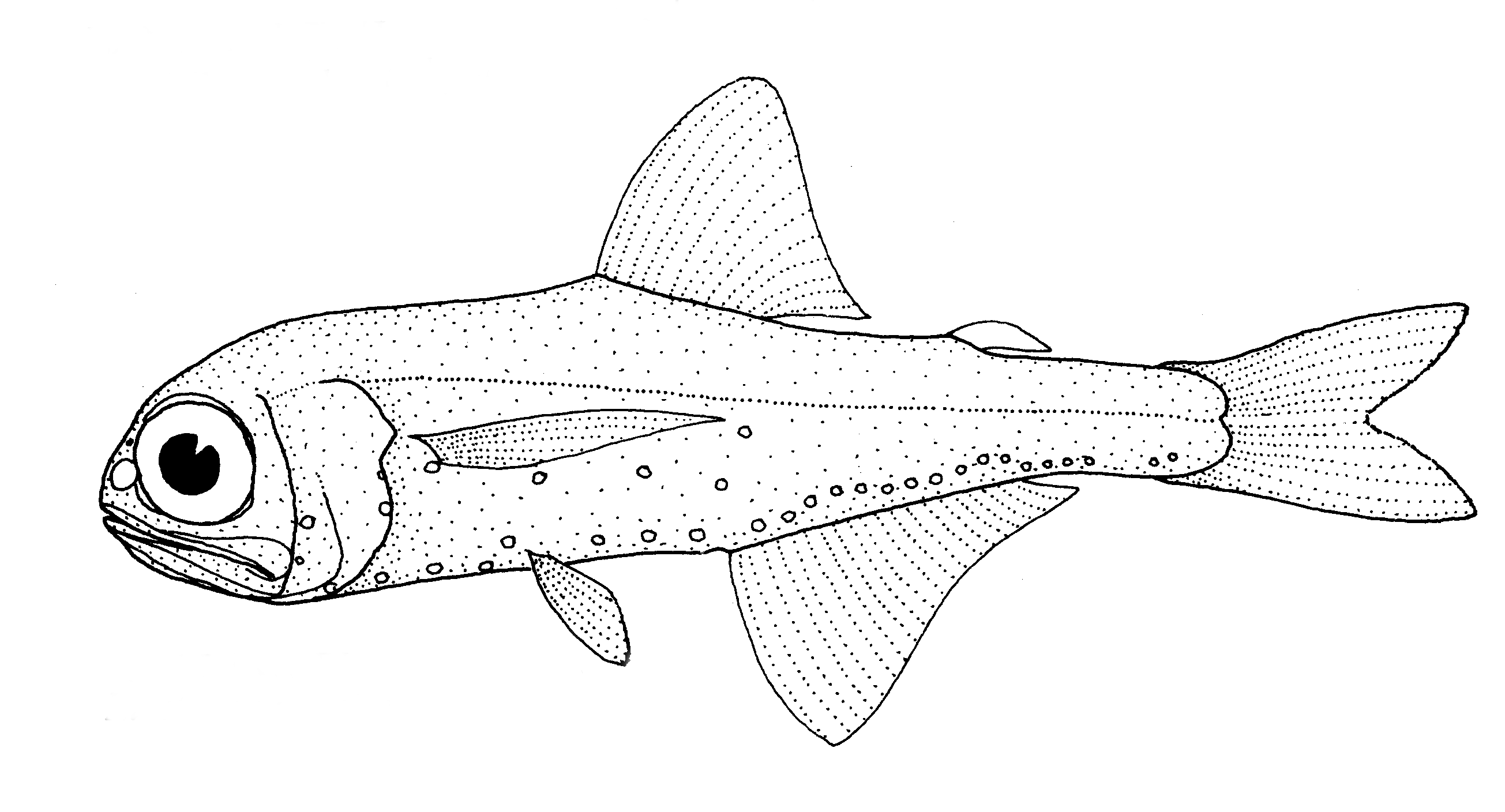
Electrona paucirastra

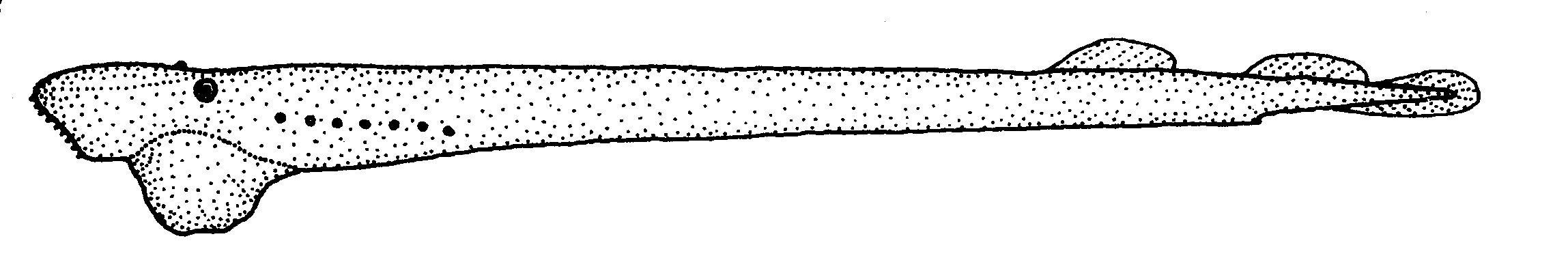
Geotria australis

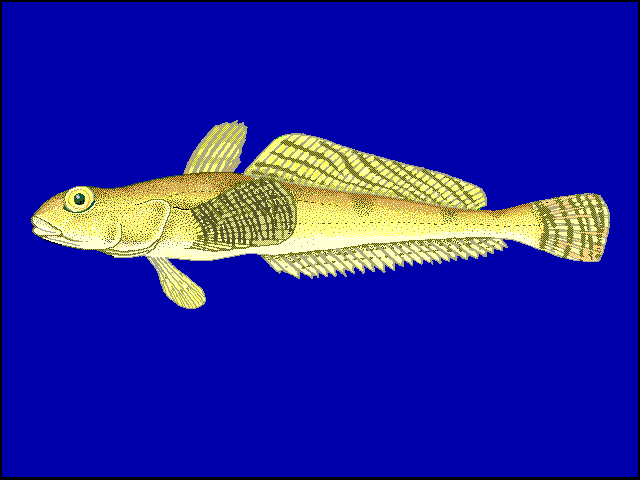
Gobionotothen gibberifrons

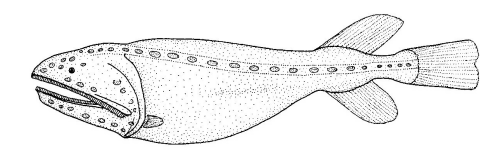
Gyrinomimus grahami

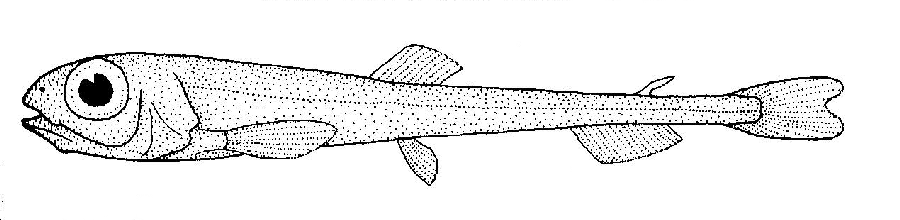
Bathylagus antarcticus

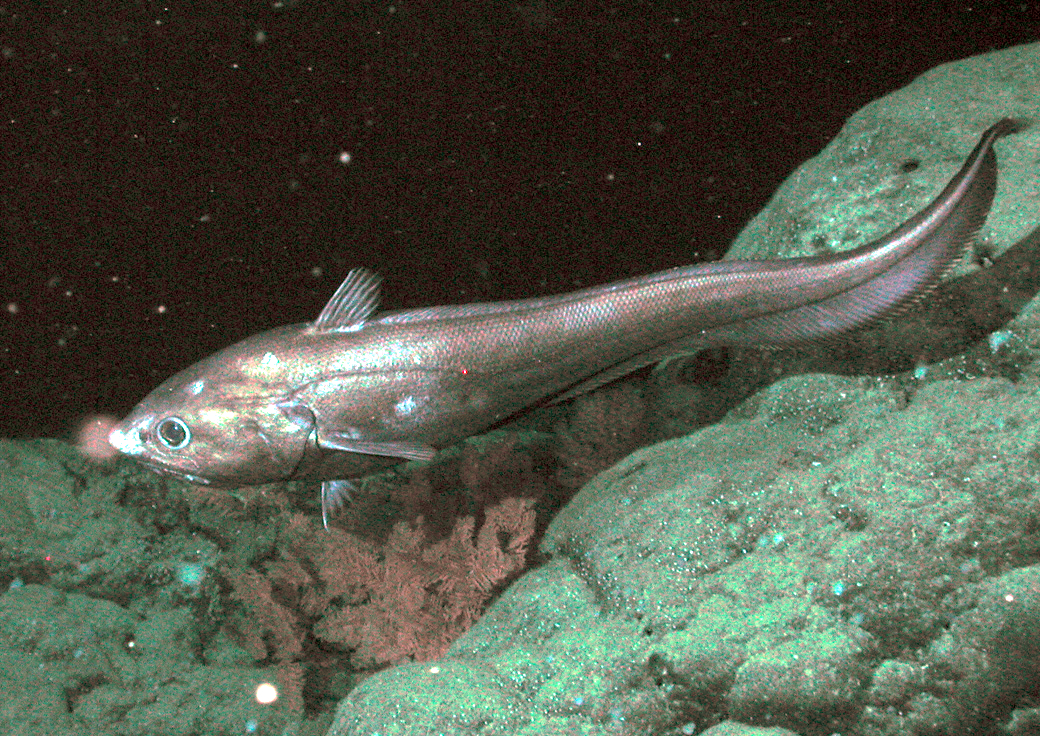
Coryphaenoides armatus

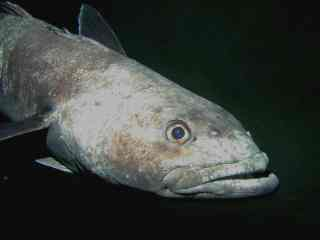
Dissostichus mawsoni

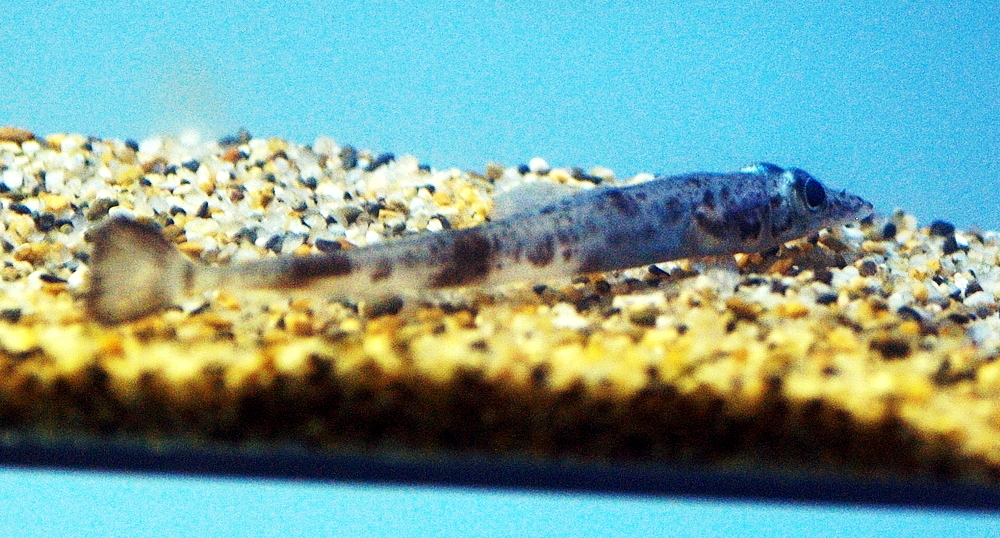
Bathydraco marri

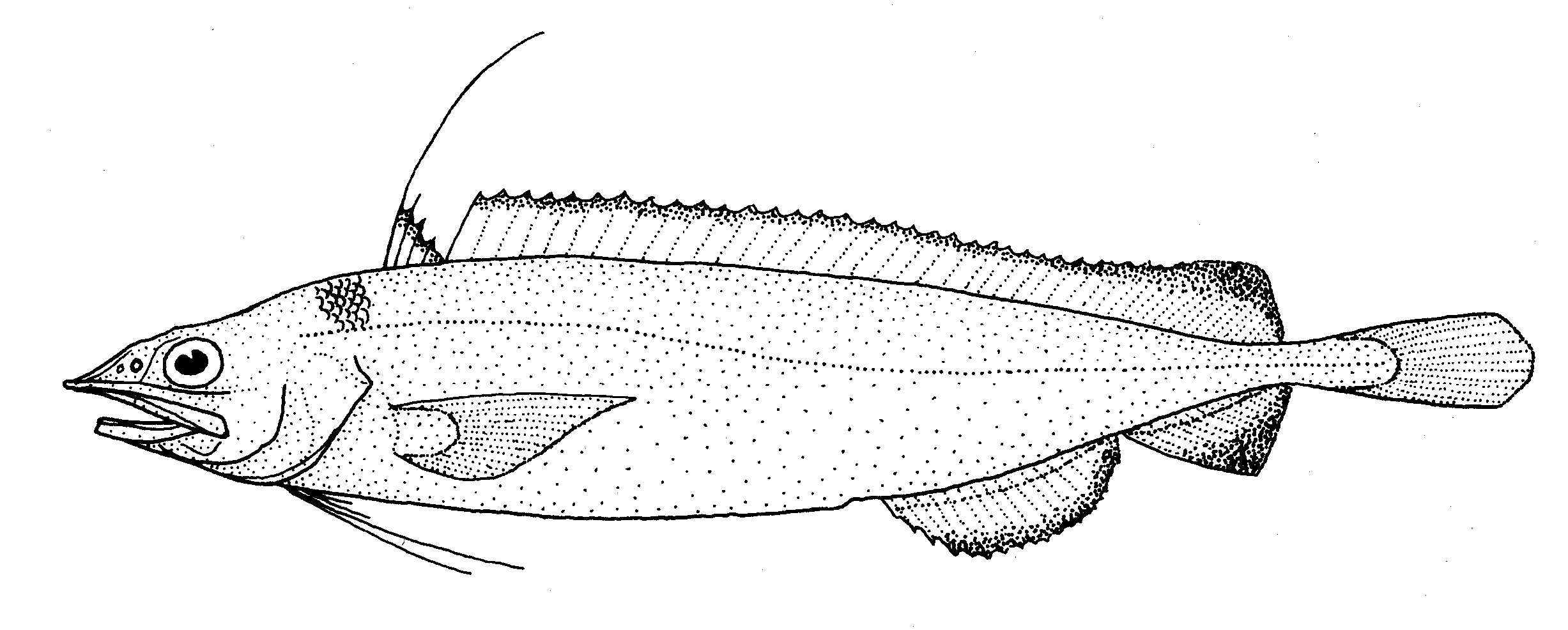
Antimora rostrata

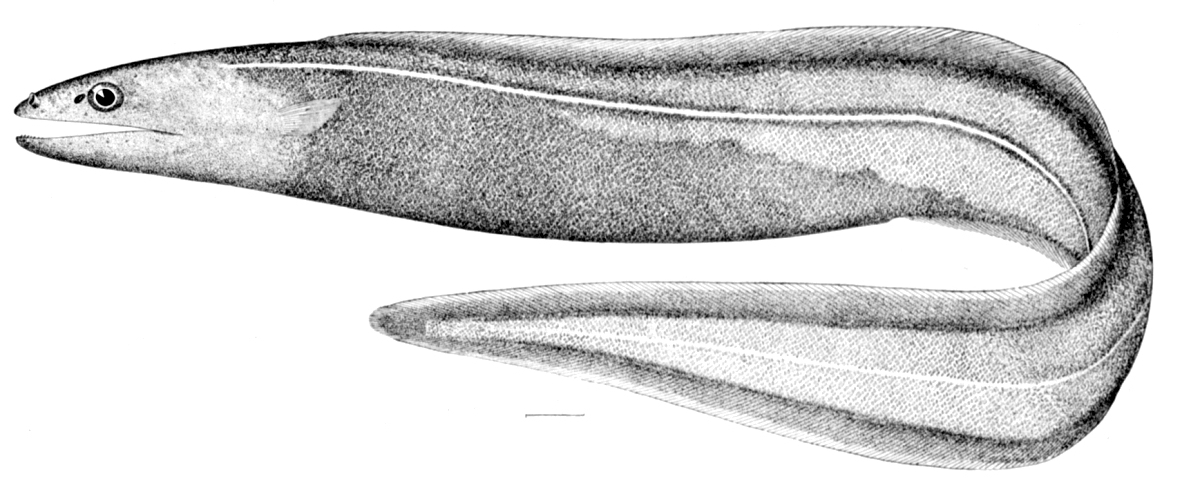
Histiobranchus bathybius

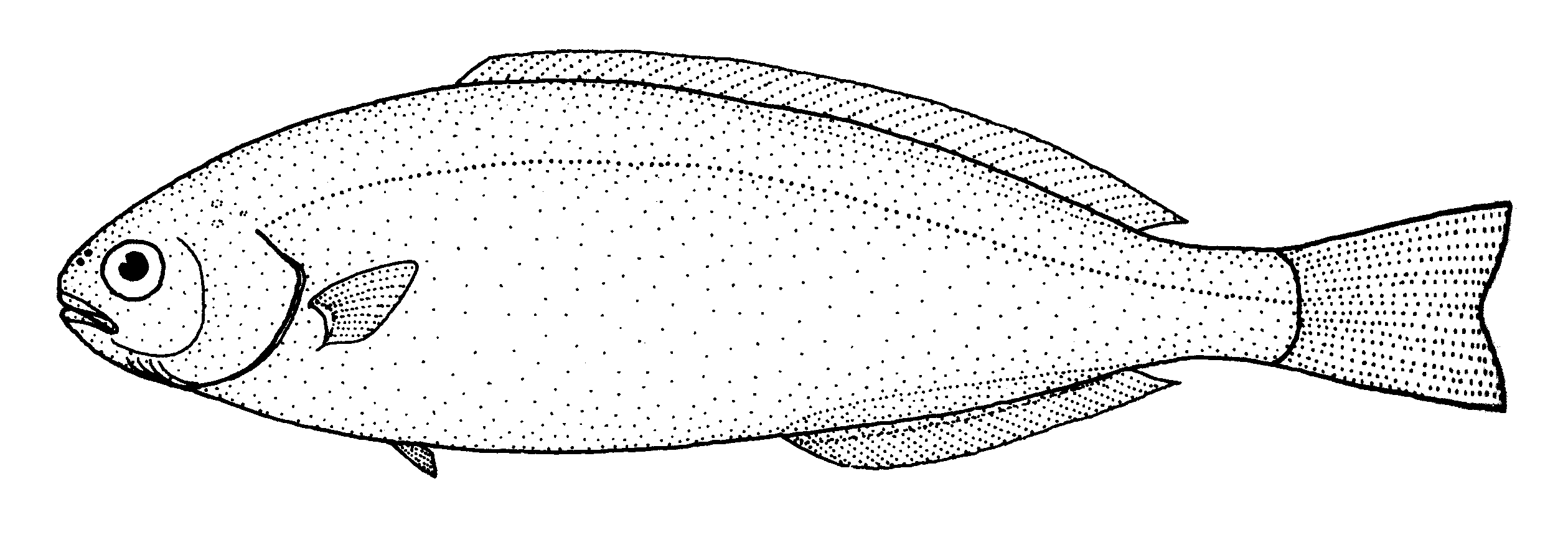
Icichthys australis

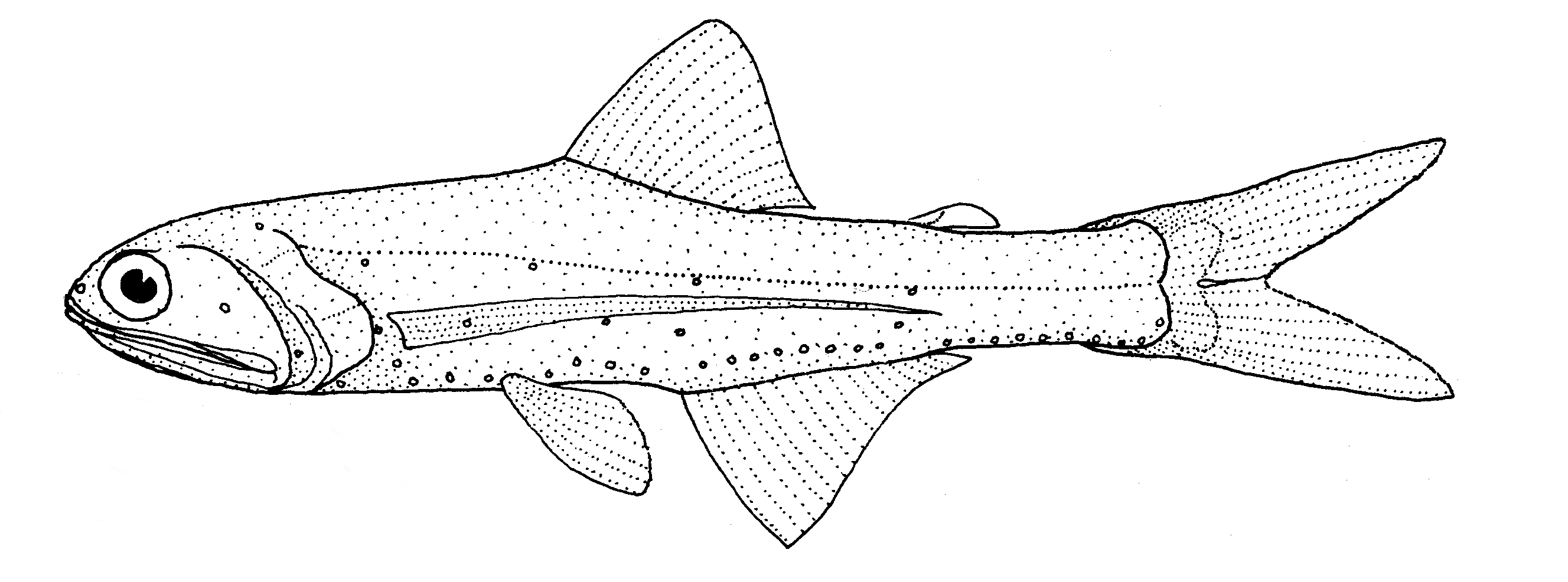
Lampanyctus australis

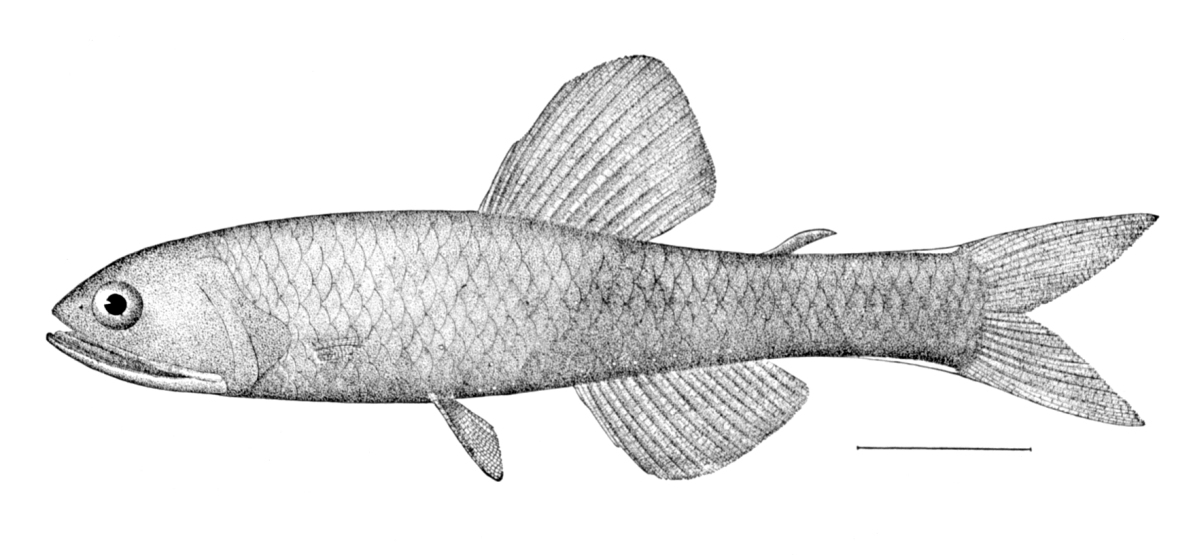
Lampanyctus macdonaldi

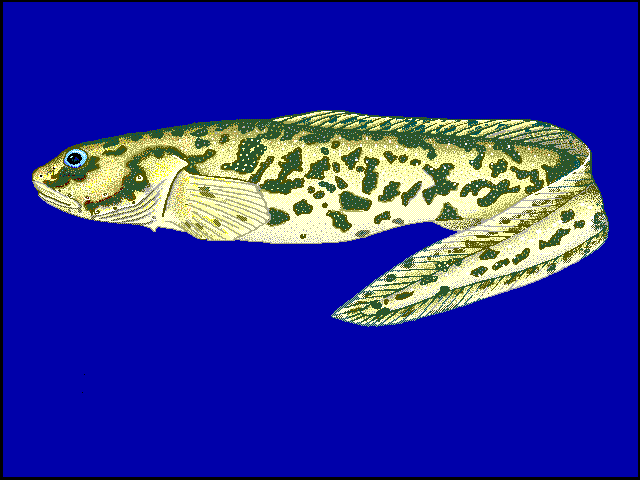
Lycodichthys antarcticus

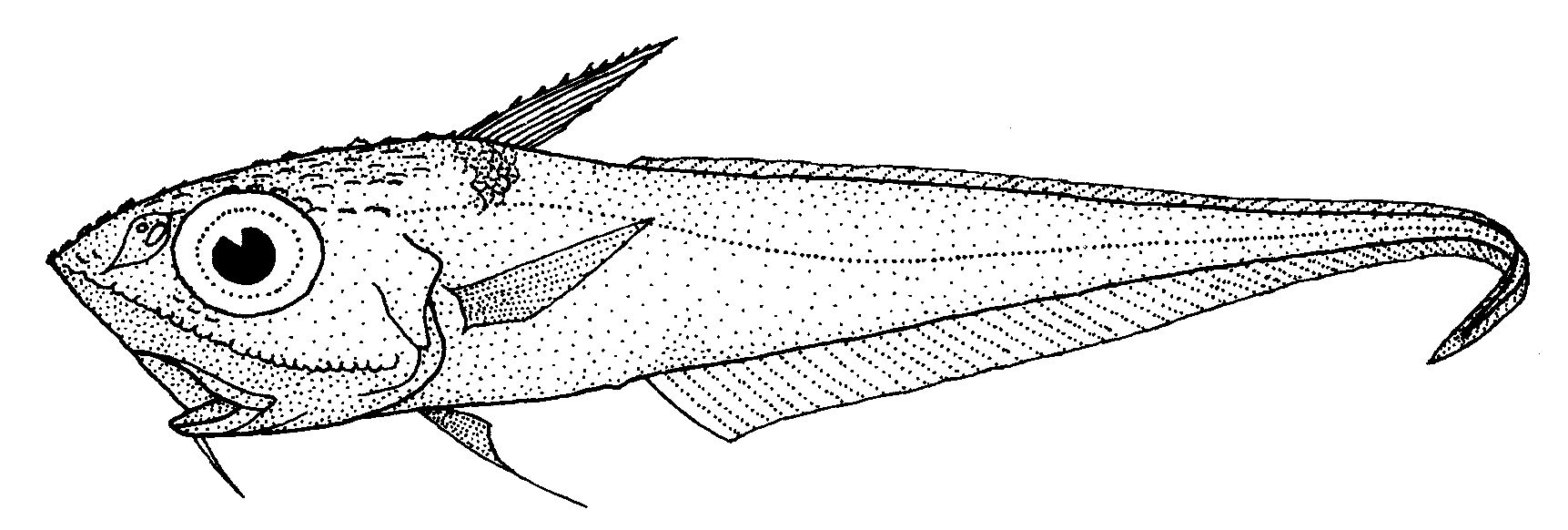
Macrourus carinatus

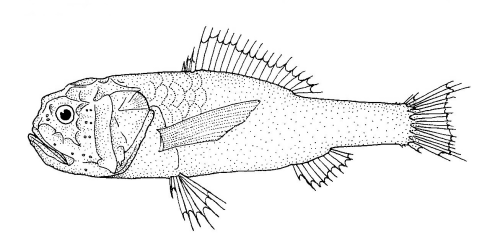
Melamphaes microps

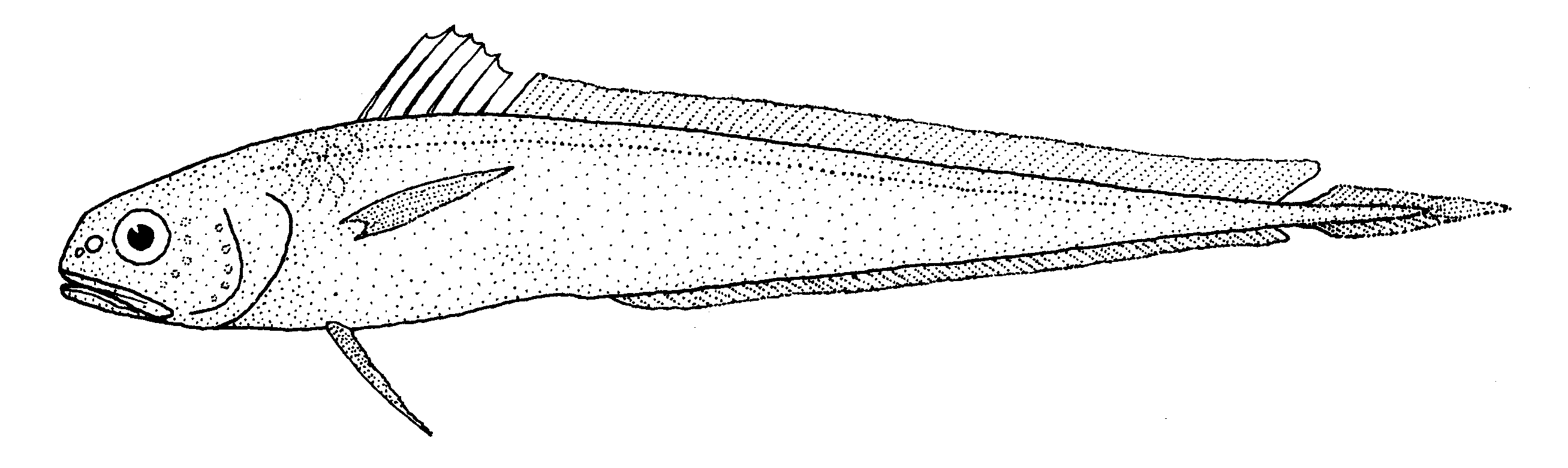
Melanonus gracilis

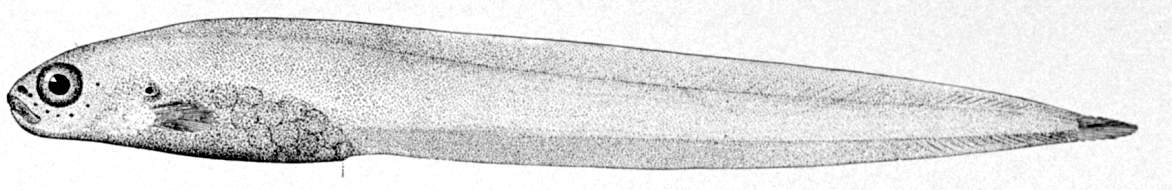
Melanostigma gelatinosum

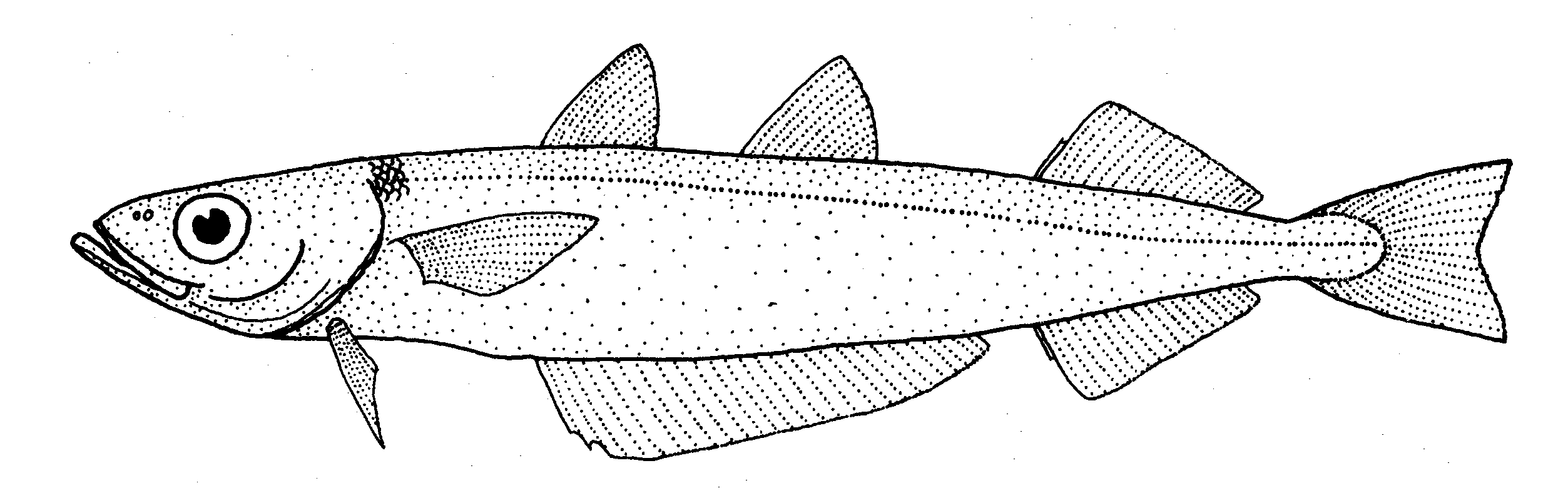
Micromesistius australis

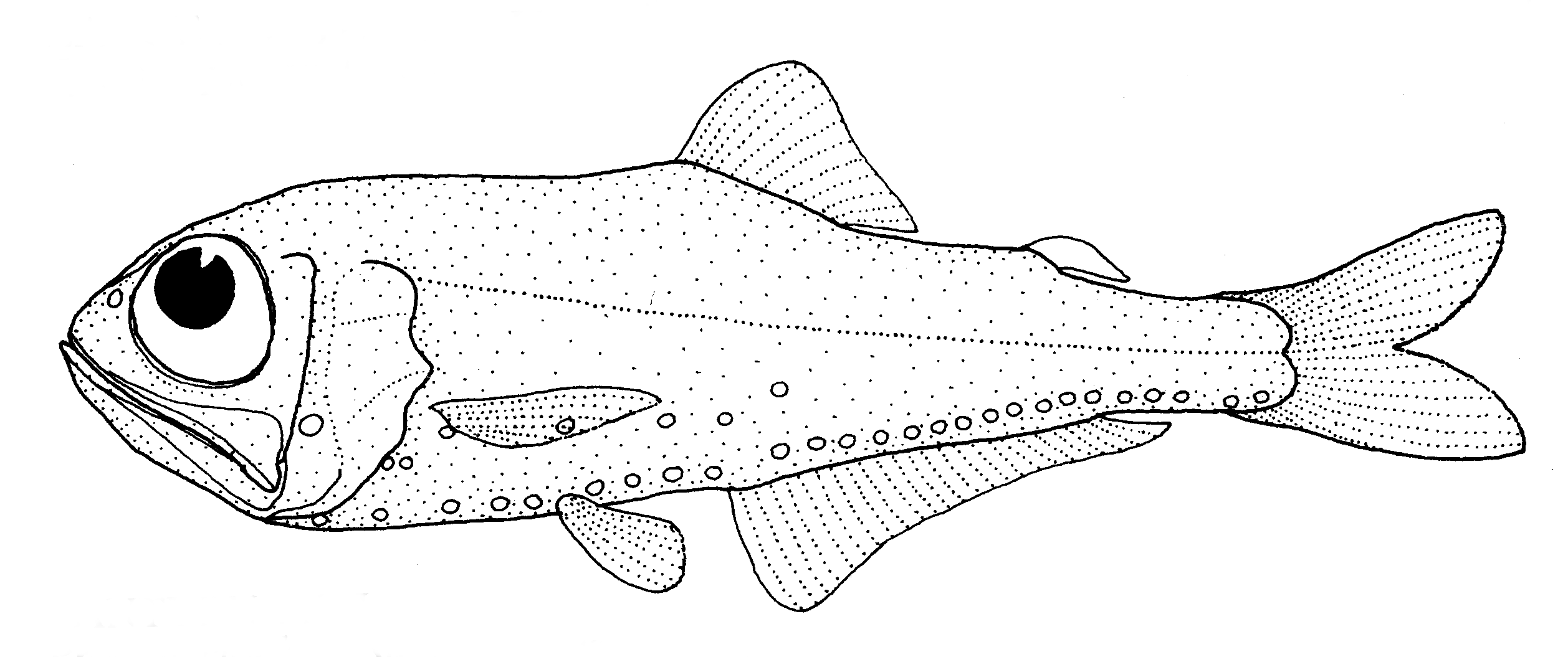
Protomyctophum subparallelum

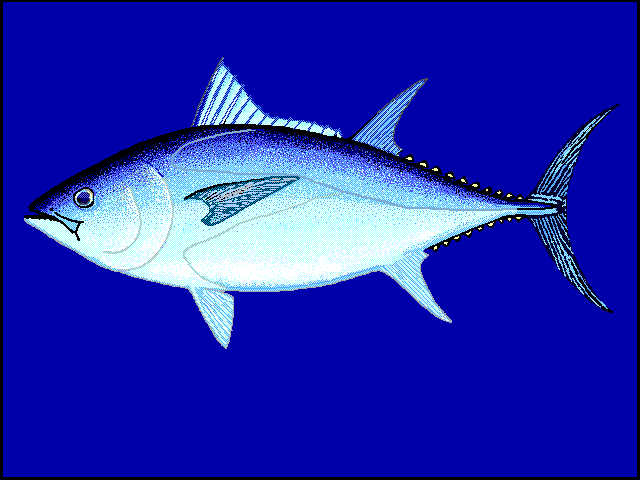
Thunnus maccoyii

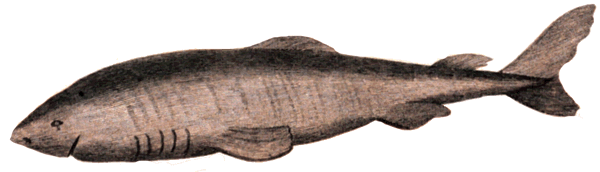
Somniosus microcephalus

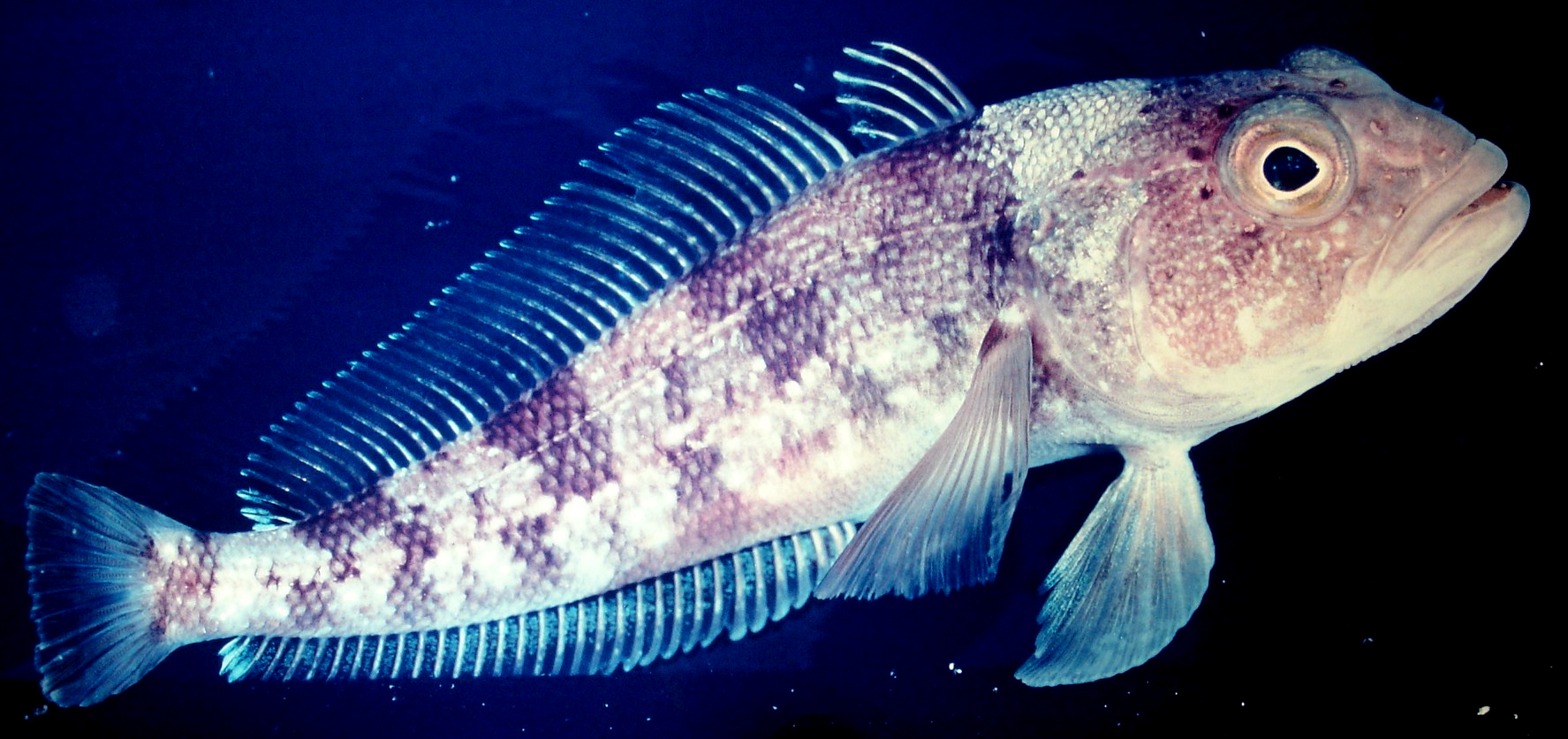
Trematomus bernacchii

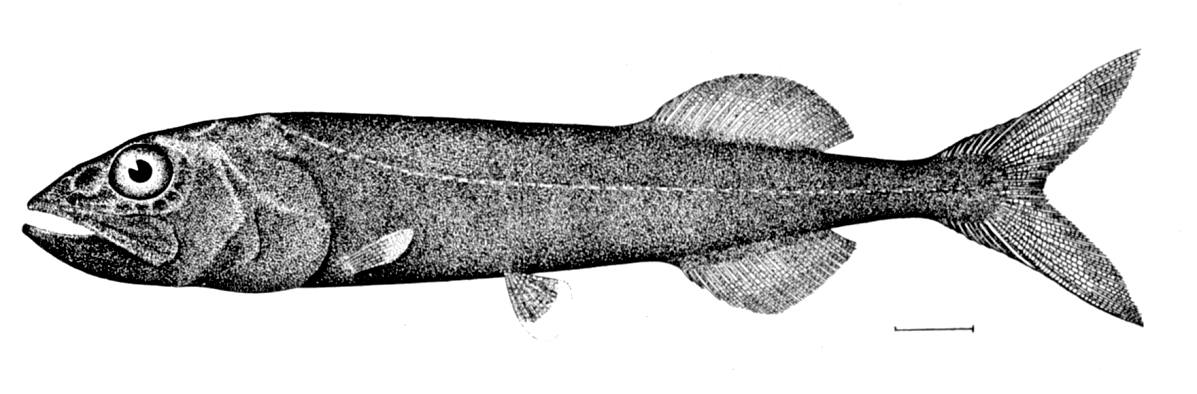
Rouleina attrita

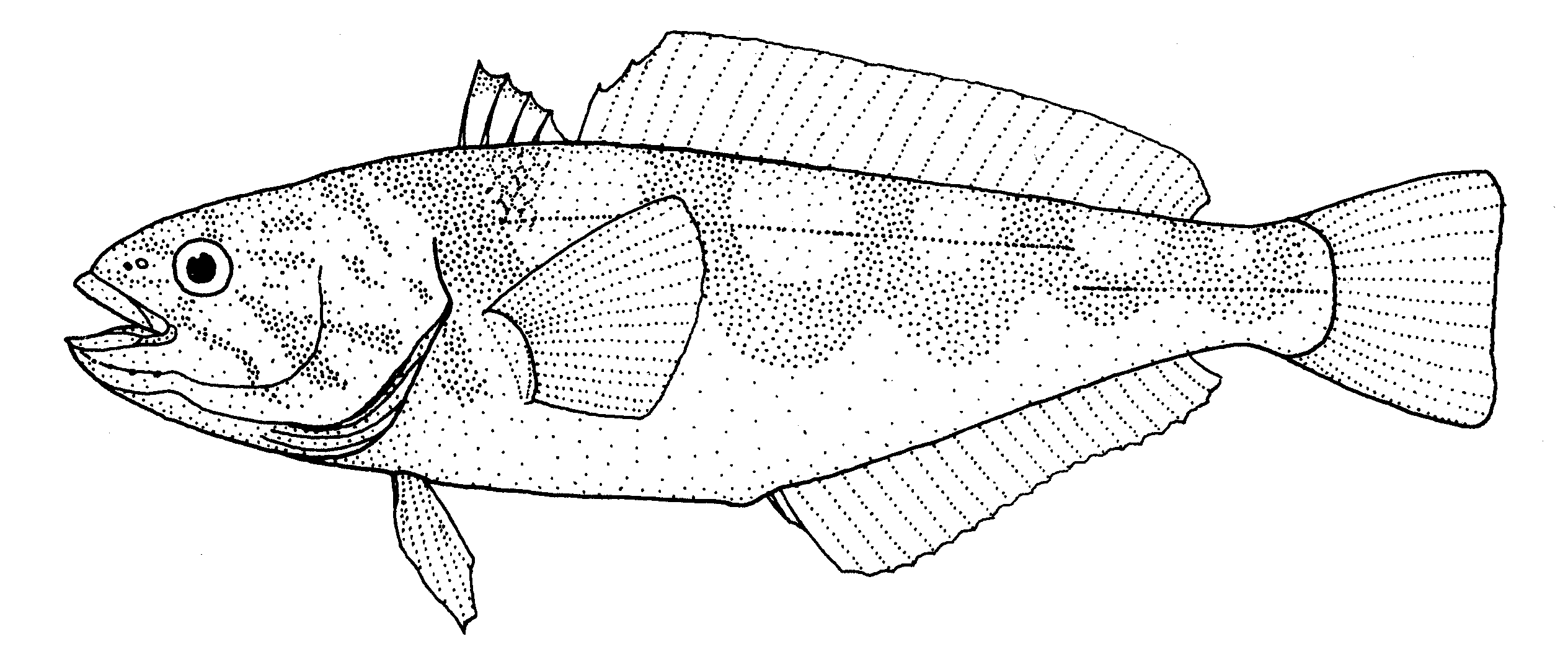
Paranotothenia magellanica

Aquesta llista de peixos de l'Oceà Antàrtic inclou les 255 espècies de peixos que es poden trobar a l'oceà Antàrtic ordenades per l'ordre alfabètic de llur nom científic.

## A
- Achiropsetta tricholepis
- Aethotaxis mitopteryx mitopteryx
- Aethotaxis mitopteryx pawsoni
- Akarotaxis nudiceps
- Alepisaurus brevirostris
- Amblyraja georgiana
- Amblyraja taaf
- Antimora rostrata
- Arctozenus risso
- Artedidraco loennbergi
- Artedidraco mirus
- Artedidraco orianae
- Artedidraco shackletoni
- Artedidraco skottsbergi

## B
- Bathydraco antarcticus
- Bathydraco joannae
- Bathydraco macrolepis
- Bathydraco marri
- Bathydraco scotiae
- Bathylagus antarcticus
- Bathylagus gracilis
- Bathylagus tenuis
- Bathyraja eatonii
- Bathyraja irrasa
- Bathyraja maccaini
- Bathyraja meridionalis
- Bathyraja murrayi
- Benthalbella elongata
- Benthalbella macropinna
- Bovichtus chilensis

## C
- Careproctus ampliceps
- Careproctus catherinae
- Careproctus crozetensis
- Careproctus inflexidens
- Careproctus polarsterni
- Careproctus pseudoprofundicola
- Ceratias tentaculatus
- Ceratoscopelus warmingii
- Chaenocephalus aceratus
- Chaenodraco wilsoni
- Champsocephalus esox
- Champsocephalus gunnari
- Channichthys rhinoceratus
- Chionobathyscus dewitti
- Chionodraco hamatus
- Chionodraco myersi
- Chionodraco rastrospinosus
- Coelorinchus marinii
- Coryphaenoides armatus
- Coryphaenoides ferrieri
- Coryphaenoides filicauda
- Coryphaenoides lecointei
- Cryodraco antarcticus
- Cryothenia amphitreta
- Cryothenia peninsulae
- Cyclothone microdon
- Cyclothone pallida
- Cyclothone pseudopallida
- Cygnodraco mawsoni
- Cynomacrurus piriei

## D
- Dacodraco hunteri
- Diaphus hudsoni
- Diaphus ostenfeldi
- Dieidolycus leptodermatus
- Dissostichus eleginoides
- Dissostichus mawsoni
- Dolloidraco longedorsalis

## E
- Echiodon cryomargarites
- Edentoliparis terraenovae
- Electrona antarctica
- Electrona carlsbergi
- Electrona paucirastra
- Electrona subaspera

## G
- Genioliparis kafanovi
- Geotria australis
- Gerlachea australis
- Gobionotothen acuta
- Gobionotothen gibberifrons
- Gobionotothen marionensis
- Guttigadus kongi
- Gvozdarus balushkini
- Gvozdarus svetovidovi
- Gymnodraco acuticeps
- Gymnoscopelus bolini
- Gymnoscopelus braueri
- Gymnoscopelus fraseri
- Gymnoscopelus hintonoides
- Gymnoscopelus microlampas
- Gymnoscopelus nicholsi
- Gymnoscopelus opisthopterus
- Gymnoscopelus piabilis
- Gyrinomimus andriashevi
- Gyrinomimus grahami

## H
- Halargyreus johnsonii
- Halosauropsis macrochir
- Harpagifer antarcticus
- Harpagifer bispinis
- Harpagifer georgianus
- Harpagifer kerguelensis
- Harpagifer spinosus
- Helcogrammoides antarcticus
- Hintonia candens
- Histiobranchus bathybius
- Histiodraco velifer
- Holcomycteronus brucei

## I
- Icichthys australis

## K
- Krefftichthys anderssoni

## L
- Lampanyctus australis
- Lampanyctus intricarius
- Lampanyctus macdonaldi
- Lampichthys procerus
- Lampris immaculatus
- Lepidion ensiferus
- Lepidonotothen larseni
- Lepidonotothen mizops
- Lepidonotothen nudifrons
- Lepidonotothen squamifrons
- Lycenchelys antarctica
- Lycenchelys aratrirostris
- Lycenchelys argentina
- Lycenchelys bellingshauseni
- Lycenchelys hureaui
- Lycenchelys nanospinata
- Lycenchelys nigripalatum
- Lycenchelys tristichodon
- Lycenchelys wilkesi
- Lycodapus antarcticus
- Lycodapus pachysoma
- Lycodichthys antarcticus
- Lycodichthys dearborni

## M
- Macropinna microstoma
- Macrourus carinatus
- Macrourus holotrachys
- Macrourus whitsoni
- Magnisudis prionosa
- Mancopsetta maculata antarctica
- Mancopsetta maculata maculata
- Melamphaes microps
- Melanocetus rossi
- Melanonus gracilis
- Melanostigma gelatinosum
- Melanostigma vitiazi
- Metelectrona ventralis
- Micromesistius australis
- Muraenolepis kuderskii
- Muraenolepis marmoratus
- Muraenolepis microcephalus
- Muraenolepis microps
- Muraenolepis orangiensis
- Muraenolepis pacifica
- Myxine australis

## N
- Nannobrachium achirus
- Nannobrachium atrum
- Nansenia antarctica
- Narcetes stomias
- Neoachiropsetta milfordi
- Neopagetopsis ionah
- Notocetichthys trunovi
- Notolepis annulata
- Notolepis coatsi
- Notoscopelus resplendens
- Notothenia coriiceps
- Notothenia cyanobrancha
- Notothenia neglecta
- Notothenia rossii

## O
- Oidiphorus mcallisteri
- Oneirodes notius
- Ophthalmolycus amberensis
- Ophthalmolycus bothriocephalus

## P
- Pachycara brachycephalum
- Pagetopsis macropterus
- Pagetopsis maculatus
- Pagothenia borchgrevinki
- Pagothenia brachysoma
- Parachaenichthys charcoti
- Parachaenichthys georgianus
- Paradiplospinus gracilis
- Paraliparis acutidens
- Paraliparis andriashevi
- Paraliparis balgueriasi
- Paraliparis devriesi
- Paraliparis fuscolingua
- Paraliparis incognita
- Paraliparis kocki
- Paraliparis leucogaster
- Paraliparis leucoglossus
- Paraliparis macrocephalus
- Paraliparis mawsoni
- Paraliparis meganchus
- Paraliparis monoporus
- Paraliparis neelovi
- Paraliparis operculosus
- Paraliparis porcus
- Paraliparis rossi
- Paraliparis somovi
- Paraliparis stehmanni
- Paraliparis tetrapteryx
- Paraliparis thalassobathyalis
- Paraliparis trilobodon
- Paraliparis valentinae
- Paraliparis wolffi
- Paranotothenia magellanica
- Patagonotothen brevicauda shagensis
- Patagonotothen guntheri
- Patagonotothen ramsayi
- Pleuragramma antarcticum
- Pogonophryne barsukovi
- Pogonophryne dewitti
- Pogonophryne immaculata
- Pogonophryne lanceobarbata
- Pogonophryne macropogon
- Pogonophryne marmorata
- Pogonophryne permitini
- Pogonophryne platypogon
- Pogonophryne scotti
- Pogonophryne ventrimaculata
- Polyacanthonotus challengeri
- Poromitra crassiceps
- Prionodraco evansii
- Protomyctophum andriashevi
- Protomyctophum bolini
- Protomyctophum choriodon
- Protomyctophum gemmatum
- Protomyctophum luciferum
- Protomyctophum normani
- Protomyctophum parallelum
- Protomyctophum subparallelum
- Protomyctophum tenisoni
- Pseudochaenichthys georgianus
- Pseudocyttus maculatus
- Pseudomancopsetta andriashevi
- Psilodraco breviceps

## R
- Racovitzia glacialis
- Rondeletia loricata
- Rouleina attrita

## S
- Scopelosaurus hamiltoni
- Seleniolycus laevifasciatus
- Sio nordenskjoldii
- Somniosus microcephalus
- Stomias gracilis
- Symbolophorus boops

## T
- Taaningichthys bathyphilus
- Thunnus maccoyii
- Trematomus bernacchii
- Trematomus eulepidotus
- Trematomus hansoni
- Trematomus lepidorhinus
- Trematomus loennbergii
- Trematomus newnesi
- Trematomus nicolai
- Trematomus pennellii
- Trematomus scotti
- Trematomus tokarevi
- Trematomus vicarius

## V
- Vomeridens infuscipinnis

## Z
- Zanclorhynchus spinifer[1]